# Ville-sur-Jarnioux
Ville-sur-Jarnioux település Franciaországban, Rhône megyében. Lakosainak száma 820 fő (2022. január 1.). Ville-sur-Jarnioux Cogny, Sainte-Paule, Theizé, Porte des Pierres Dorées és Val d’Oingt községekkel határos.

## Népesség
A település népessége az elmúlt években az alábbi módon változott:
| Lakosok száma | 806  | 822  | 849  | 806  | 804  | 802  | 803  | 811  | 820  |
|               | 2013 | 2015 | 2016 | 2017 | 2018 | 2019 | 2020 | 2021 | 2022 |